# Dražan Jerković
Dražan Jerković (Šibenik, 6 d'agost de 1936 - Zagreb, 9 de desembre de 2008) fou un futbolista i entrenador de futbol croat.
Com a futbolista defensà els colors de Dinamo de Zagreb (1954-65) i KAA Gent (1965). Les lesions el forçaren a retirar-se aviat. Amb el Dinamo guanyà la lliga iugoslava el 1958 i les copes de 1960, 1963 i 1965. En 315 partits marcà la brillant xifra de 300 gols.
Jugà amb la selecció de Iugoslàvia entre 1960 i 1964, marcant 11 gols en 21 partits. Disputà l'Eurocopa de 1960 (on fou finalista) i la Copa del Món de 1962 (on fou el màxim golejador amb 4 gols, compartit amb altres 5 futbolistes). També estigué a l'alineació del Mundial de 1958 tot i que no disputà cap partit. També jugà un partit amistós internacional amb Croàcia contra Indonèsia el 1956.
Fou el primer entrenador de la selecció de Croàcia entre 1990 i 1992.